# IC 4360
IC 4360 ist eine Balken-Spiralgalaxie vom Hubble-Typ SB/P im Sternbild Jungfrau auf der Ekliptik. Sie ist schätzungsweise 502 Millionen Lichtjahre von der Milchstraße entfernt und hat einen Durchmesser von etwa 90.000 Lj.

Im selben Himmelsareal befindet sich die Galaxie IC 4372.
Das Objekt wurde im Jahr 1899 von DeLisle Stewart entdeckt.